# ガングート (戦艦)
| 「Гангут」（1915年6月27日、ヘルシンキで撮影。竣工直後）         | |
| 「Октябрьская Революция」（フィンランド湾で撮影。近代化改装後） | |
| 艦歴                                                            | |
| 発注:                                                           | |
| 起工:                                                           | 1909年6月3日 |
| 進水:                                                           | 1911年9月24日 |
| 就役:                                                           | 1914年10月21日 |
| 除籍:                                                           | 1956年 |
| 解体:                                                           | 1956年 |
| 性能諸元                                                        | |
| 排水量:                                                         | 常備：23,300t 満載：26,692t |
| 全長:                                                           | 184.9m |
| 全幅:                                                           | 26.9m |
| 吃水:                                                           | 9.1m |
| 機関:                                                           | タービン(パーソンズ、直結)4基 42,000馬力、改装後61,000馬力                                                                        |
| 最大速:                                                         | 23kt |
| 兵員:                                                           | 1120名 |
| 兵装:                                                           | 305mm砲3連装4基 120mm砲単装10基（竣工時16基） 76.2mm単装砲6基 37mm機関砲14基 12.7mm機関銃10基 7.62mm機関銃89基 魚雷発射管457mm4門 |
| 装甲:                                                           | 水線229mm 甲板76mm 砲塔203mm バーベット203mm 司令塔245mm                                                                          |

ガングート（ロシア語: Гангут、英語: Gangut）はロシア帝国海軍の戦艦。後にソヴィエト連邦海軍の戦艦オクチャブリスカヤ・レヴォリューツィヤ（ロシア語: Октябрьская революция, ロシア語ラテン翻字: Oktyabrskaya Revolutsiya、英語: October Revolution）と改称された。
大北方戦争時のガングートの海戦に由来する。

## 概要
日露戦争後の海軍再建を目指した1908年計画により、ロシア帝国海軍は初めての弩級戦艦建造のため国内外から建造計画を募る。
従来はイタリアのアンサルド社クニベリティ造船官の案（後にイタリア戦艦「ダンテ・アリギエーリ」で採用具体化される）の影響が大きいとされたが、ドイツのブローム・ウント・フォス社の案の方が採用されたのではないかという説もある。
ブローム・ウント・フォス社は1911年、サンクトペテルブルクの露プティロフ造船所建設に携わり、技術提携もされている。
更にアメリカ合衆国のニューヨーク造船所の案では、前後に背負い式に主砲塔を持つが3連装で中央砲身を一段高くするという設計案も出された。一方、砕氷艦首などロシア独自の設計も取り入れられた。
いずれにしても3連装砲塔の採用で、背負い式ではなかったが全ての砲塔を中心線上に配備できたので、左右舷側方向に主砲30.5cm砲4基12門全てを指向でき、弩級戦艦としてはかなり有力な艦であった。
最初の弩級戦艦「ドレッドノート」は30.5cm砲2連装砲塔5基で全主砲10門だが、左右舷側に1基ずつある砲塔は反対側に発砲出来なかったので左右舷側方向には4基8門に限られた。
しかし設計ミスと、艦型に比べ過大な兵装で、主砲12門全てを発砲斉射すると艦全体が砲煙に覆われるのと、船体に過大な負担が掛るため、普段は交互発射が採用された。
主砲自体も52口径と長砲身で、最大仰角25度、射程25,000m、発射速度毎分1.7発と、後にリガ湾に侵攻して来ると予測されたドイツ帝国海軍の弩級戦艦群に搭載されたヘルゴラント級戦艦から標準装備となった30.5cm砲の、50口径、405kg砲弾、仰角13.5度／俯角8度、最大仰角で射程16,200mをアウトレンジすることが出来た。ドイツ側は仰角16度／俯角5.5度、最大仰角で射程20,400mに改修したが、それでも及ばなかった。
速力も同時期の弩級戦艦カイザー級戦艦の21ktよりも優速の23ktにした代りに、舷側装甲は水線229mmで、黒海で対抗するオスマン帝国戦艦「ヤウズ・スルタン・セリム」（元ドイツの巡洋戦艦「ゲーベン」：22,616t、28kt）の270mmに比べやや薄かったが、日本海海戦の戦訓により全体的に装甲が施された。出来れば艦窓も廃止する予定だったが、一層の居住性悪化につながりそうだったので採用されなかった。
何より諸外国は本級の竣工当時、超弩級戦艦に移行し、その後もポスト・ジュットランド型戦艦、条約型戦艦、高速戦艦と順調に発展していった。これに対して、ロシア海軍を継承したソ連海軍は、ロシア革命による混乱に巻き込まれ、他の諸外国海軍においてアメリカのアイオワ級戦艦を除く大部分の戦艦が除籍される1950年代までガングート級戦艦を運用し続けたため、旧式化は否めなかった。

## 艦歴
1914年10月、「ガングート」はロシア海軍最初の弩級戦艦、ガングート級戦艦の1番艦（ネームシップ）として竣工した。1915年7月、リガ湾に姉妹艦「ペトロパブロフスク」とドイツ艦隊を迎撃に向かうが、実際には前弩級戦艦「スラヴァ」等が矢面に立ち砲戦を行った（バルト海の戦い (第一次世界大戦)）。1918年、乗組員たちはバルチック艦隊の反乱に参加し、ボリシェヴィキに加わった。
1925年6月27日には「オクチャブリスカヤ・レヴォリューツィヤ」と改名され、1926年3月23日に再就役する。1931～1934年には近代化改装が行われ、艦首のクリッパー化、前檣・艦橋構造・後檣・後部構造の改正・整備と第一煙突の屈曲・誘導化を行った。他にも対空兵装強化、重油専用ボイラー、タービン換装等が行われた。改装以前に積まれていた25基のボイラーはボロジノ級戦艦のために設計されていたボイラーと変えられている。また、第3主砲塔上へカタパルトと航空機を搭載し、後檣に揚収用のクレーンが設置されるが、航空兵装関係は1941年に撤去されている。
1939年12月19日、ソビエト連邦とフィンランドの間に起こった冬戦争に参加し、フィンランド湾海域にて海上封鎖と陸上艦砲射撃任務に従事。その後、1941年前半のバルバロッサ作戦の直前に対空兵器が増設された。1941年6月22日、独ソ戦開始後にはタリンからクロンシュタット軍港に後退するが、レニングラード包囲戦の進展に伴いナチス・ドイツ軍航空機の空襲を受ける。9月21～24日の間にはドイツ空軍の急降下爆撃機により中型爆弾6発の命中を受け、クロンシュタットからレニングラードに回航された。1942年4月4～5日にも空襲により爆弾4発の命中を受け中破している。1943年1月12～16日にはイスクラ作戦に参加した。
1944年1月、レニングラードの包囲が完全に解けるまでМ.З.Москаленко、N. A. Petrischev、S. D. Soloukhin司令官の指揮下でネヴァ河在泊の第二部隊に属し、主砲による1140回の砲撃が行われ、レニングラード包囲の全面的解除作戦に参加する。継続戦争におけるヴィボルグ-ペトロザヴォーツク攻勢に参加し、ヴィボルグ湾に進出して上陸作戦を支援。7月22日、赤旗勲章を授与され、「赤旗戦艦十月革命号」の称号を与えられた。なおこの年にはイギリス製の285型火砲管制レーダーと279型対空監視レーダーが装備された。
1954年に練習艦として使用されるも、1956年には除籍となり、解体された。なお現在、クロンシュタット市の都市公園記念碑として76mm高射砲と錨、主砲塔後部の装甲板が置かれている。

## 画像

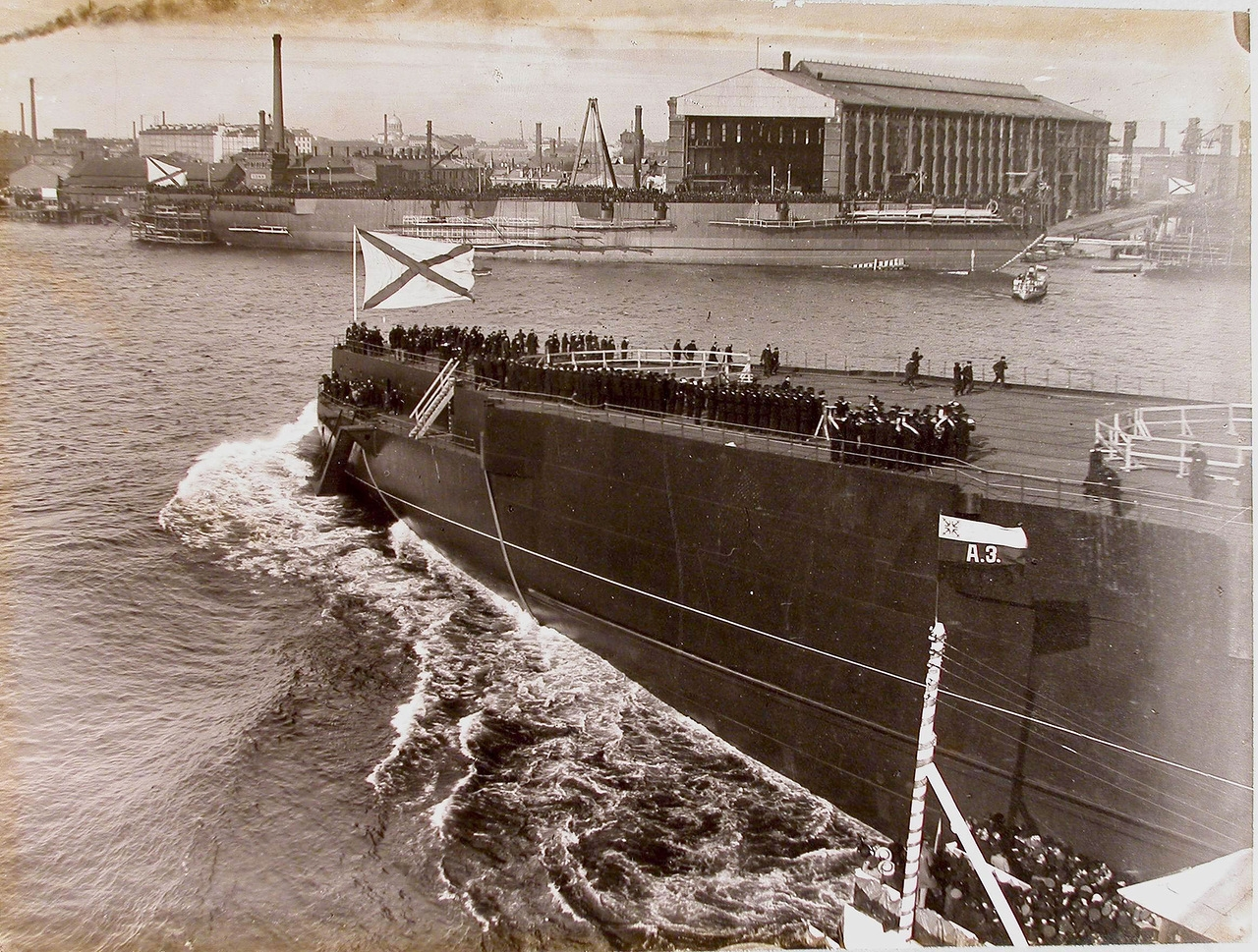
1911年9月24日、ロシア海軍時代の「ガングート」進水時。奥は同型艦「ポルタヴァ」。
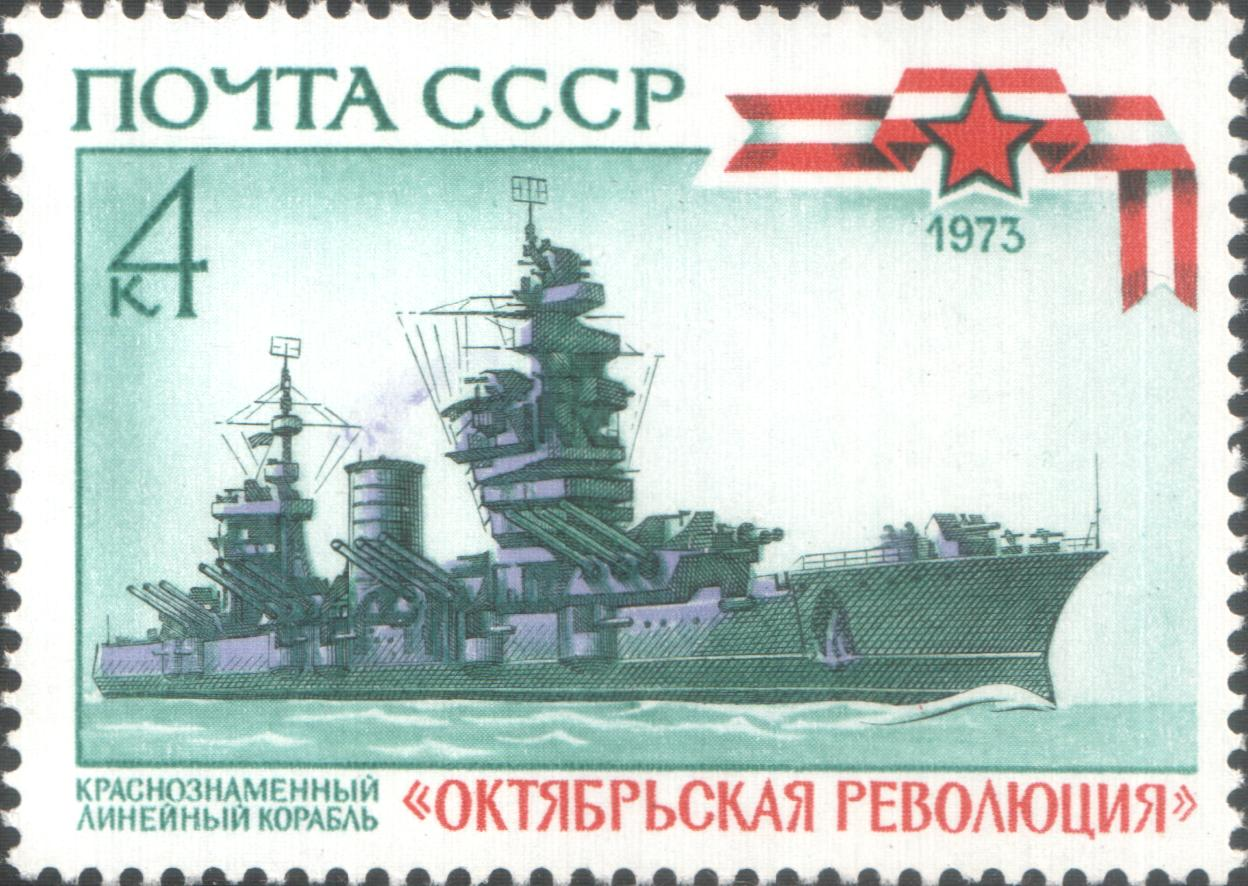
1973年の4カペイカ切手（ソ連海軍時代のОктябрьская_революция）
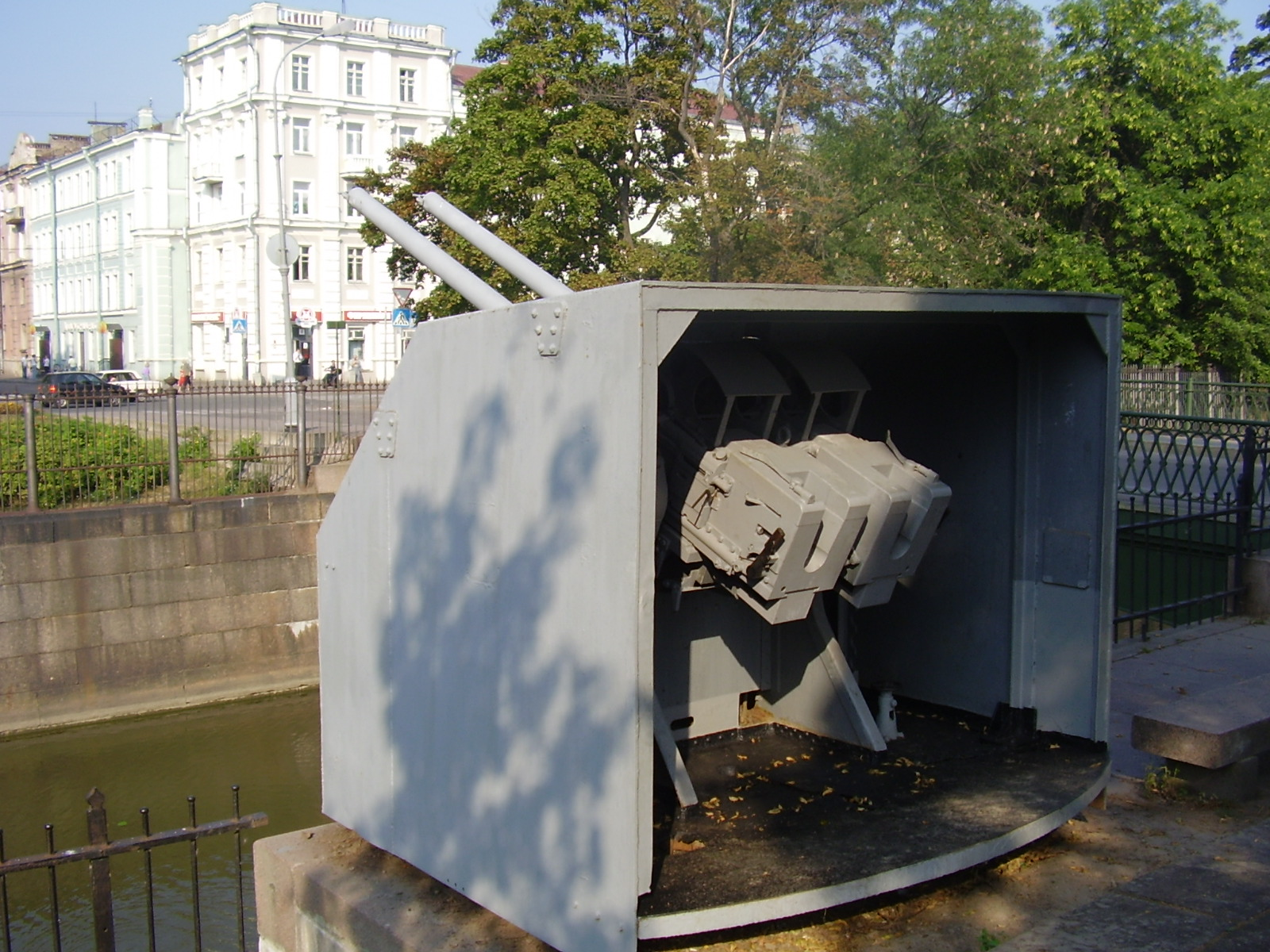
クロンシュタット市の76.2mm連装対空砲